# Шрёдингер, Рудольф
Рудольф Шрёдингер (нем. Rudolf Schrödinger или нем. Rudolf Schroedinger, 27 января 1857 — 1919) — австрийский ботаник и предприниматель, отец Эрвина Шрёдингера (1887—1961). 

## Биография
Рудольф Шрёдингер родился в Вене 27 января 1857 года. 
Рудольф был преуспевающим владельцем фабрики по производству клеёнки и линолеума. Он отличался интересом к науке и длительное время занимал должность вице-президента Венского ботанико-зоологического общества. Его жена, Георгина Эмилия Бренда, была дочерью химика Александра Бауэра, лекции которого Рудольф Шрёдингер посещал во время учёбы в Императорско-королевской Венской высшей технической школе (нем. k. k. Technischen Hochschule). У Рудольфа и Георгины был единственный ребёнок Эрвин Шрёдингер, который впоследствии получил Нобелевскую премию по физике в 1933 году. Обстановка в семье и общение с высокообразованными родителями способствовали формированию разнообразных интересов юного Эрвина. До одиннадцати лет он получал домашнее образование, а в 1898 году поступил в престижную Академическую гимназию (нем. Öffentliches Academisches Gymnasium). 
Рудольф Шрёдингер умер в 1919 году. 

## Научная деятельность
Рудольф Шрёдингер специализировался на семенных растениях.  